# Luz de arco de carbón
La luz de arco de carbón se usaba en los años 1930 para el tratamiento de la tuberculosis osteoarticular con resultados dispares.
El principio que sustentaba el arco eléctrico era el mismo que permitió a finales del siglo XIX la aparición de la luz eléctrica. Se pensaba que tras la exposición de los enfermos a potentes campos de luz carbónica, se aumentaba la tasa de hematíes (la sangre adquiría mejor color), no simplemente estimulando la producción hematopoyética de los huesos sino restaurando la función normal de los tejidos. El tratamiento, en la época, era especialmente recomendable durante las épocas de menor insolación.